# Lipovica (Despotovac)
Pour les articles homonymes, voir Lipovica.
Lipovica (en serbe cyrillique : Липовица) est un village de Serbie situé dans la municipalité de Despotovac, district de Pomoravlje. Au recensement de 2011, il comptait 503 habitants.

## Démographie
| 1948 | 1953 | 1961 | 1971 | 1981 | 1991 | 2002 | 2011 |
| ---- | ---- | ---- | ---- | ---- | ---- | ---- | ---- |
| 825  | 840  | 872  | 832  | 754  | 701  | 450  | 503  |

|  |